# Raymond Roche

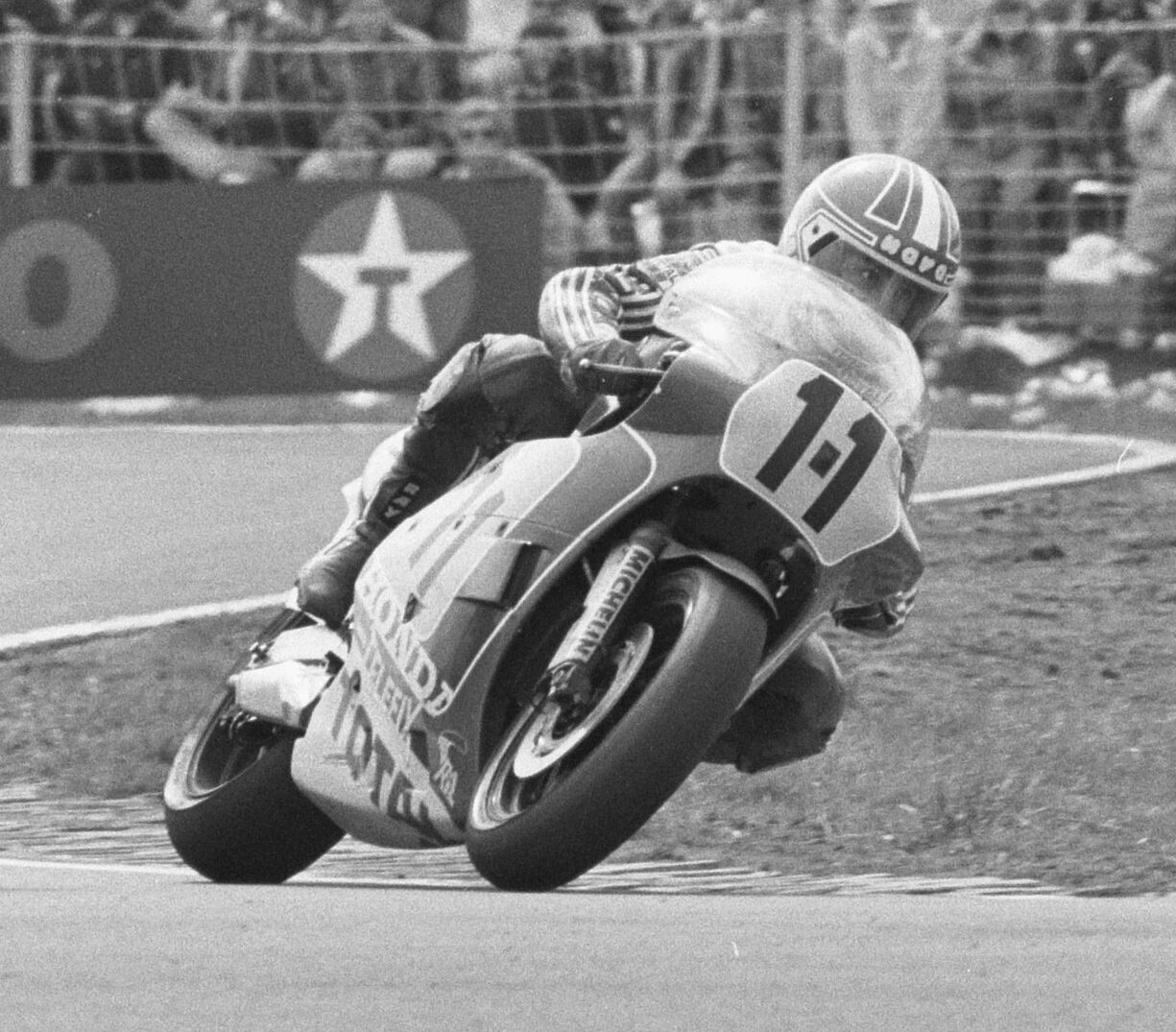
Raymond Roche in 1984

Raymond Roche (Ollioules, 21 februari 1957) is een voormalig Frans motorcoureur.
In 1990 won hij op een Ducati 851 de wereldtitel in het wereldkampioenschap superbike. Tijdens zijn carrière stond hij ook als „Raymond le rapide“ bekend.